# Agylla sericea
Agylla sericea là một loài bướm đêm thuộc phân họ Arctiinae, họ Erebidae.